# Districtul Budakeszi
Budakeszi (în maghiară Budakeszi járás) este un district în județul Pest, Ungaria.
Districtul are o suprafață de 288,95 km2 și o populație de 84.646 locuitori (2013).

## Localități
- Biatorbágy
- Budajenő
- Budakeszi
- Budaörs
- Herceghalom
- Nagykovácsi
- Páty
- Perbál
- Remeteszőlős
- Telki
- Tök
- Zsámbék